# Meisen
Die Meisen (Paridae) sind eine Familie in der Ordnung der Sperlingsvögel (Passeriformes), Unterordnung Singvögel (Passeri). Meisen kommen in der nördlichen Hemisphäre und in Afrika vor.

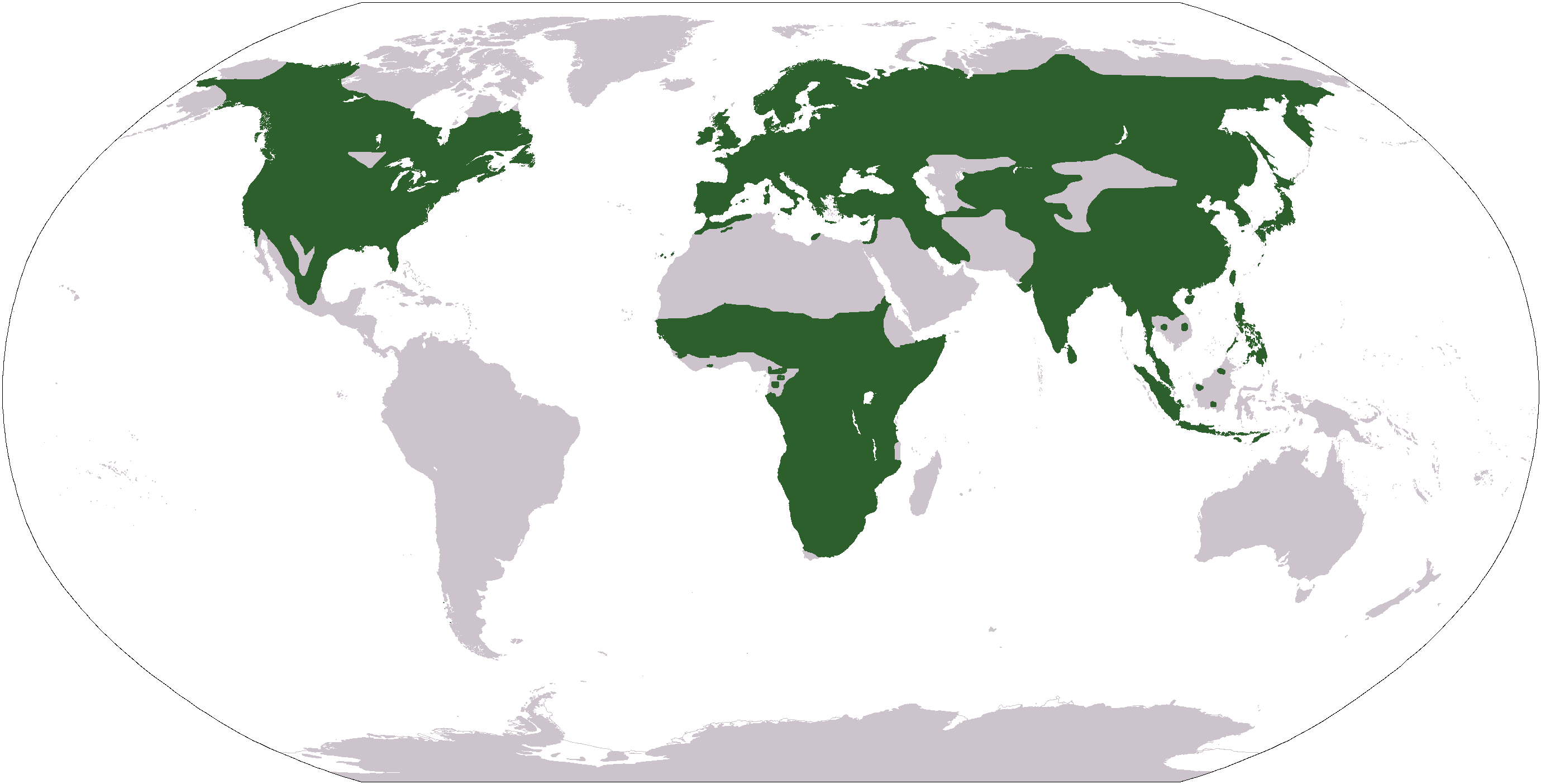
Die weltweite Verbreitung der Familie der Paridae (grüne Flächen).

## Merkmale
Meisen sind relativ kleine, gedrungene Vögel mit einem stämmigen, ovalen Rumpf, einem kurzen, dicken Hals, abgerundeten Flügeln, kurzen Beinen und einem mittellangen Schwanz. Einige Arten haben eine Federhaube auf dem Kopf. Der Schnabel ist bei den meisten Arten kurz und kräftig. Das Gefieder ist oft auffällig gefärbt, wobei oft schwarze, weiße oder graue Federpartien dominieren, bei einigen Arten kombiniert mit gelben, blauen oder braunen Gefiederbereichen. Die Geschlechter lassen sich in der Regel äußerlich nicht unterscheiden.

## Lebensweise
Zu den Meisen zählen hauptsächlich Arten, die in baumreichen Habitaten leben. Als gewandte Kletterer beschaffen sie sich ihre Nahrung vor allem im Gehölz. Es sind anpassungsfähige Tiere, die hauptsächlich von Insekten und Sämereien leben. Viele Arten leben in der Nähe menschlicher Siedlungen und nehmen gerne das Futterangebot von Menschen an. Sie sind Höhlenbrüter und überwiegend Standvögel. Im Winter schließen sie sich oft zu gemischten Trupps zusammen.

## Brutpflege

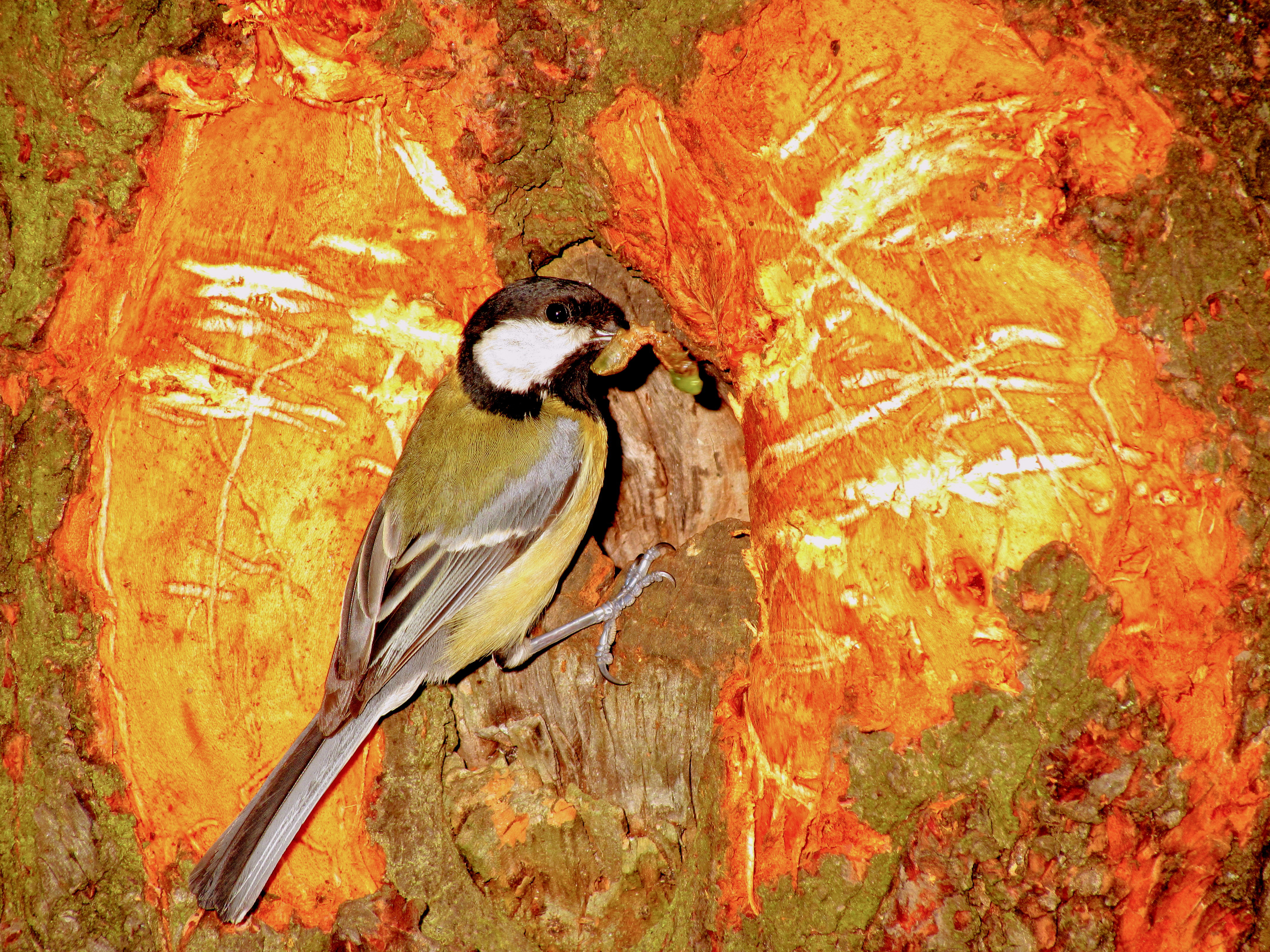
Kohlmeise an einer Bruthöhle

Sie brüten gerne in der Nähe von oder in Obstbäumen, wobei sie die dort anzutreffenden Insekten bzw. deren Larven (Maden) als Nahrung für die Brut verwenden.

## Systematik
Die Bezeichnung Paridae, der wissenschaftliche Name für die Familie der Meisen, wurde 1825 durch den irischen Ornithologen Nicholas Aylward Vigors eingeführt. Die Meisen bilden zusammen mit der Familie der Beutelmeisen (Remizidae) die Überfamilie Paroidea innerhalb der Singvögel. Die Schwanzmeisen (Aegithalidae), eine weitere eigenständige Singvogelfamilie, sind nicht näher mit den Meisen und Beutelmeisen verwandt.

## Gattungen und Arten
Die systematische Einteilung ist Gegenstand anhaltender wissenschaftlicher Diskussionen. Nach neuerer Taxonomie auf der Grundlage genetischer Untersuchungen wird die artenreiche Gattung Parus in mehrere Gattungen aufgeteilt. Nach der hier aufgeführten Einteilung umfasst die Familie 51 Arten.
- Cephalopyrus[5]

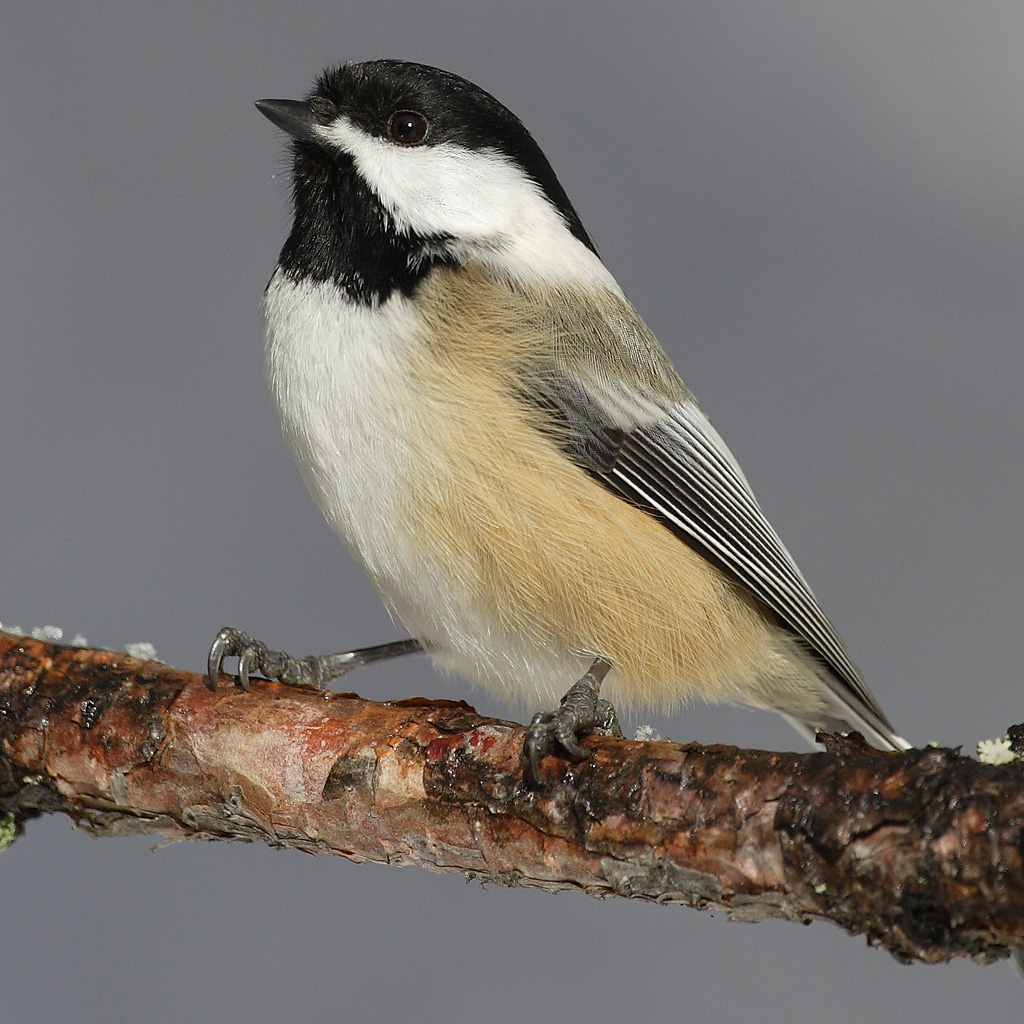
Schwarzkopfmeise (Poecile atricapillus)

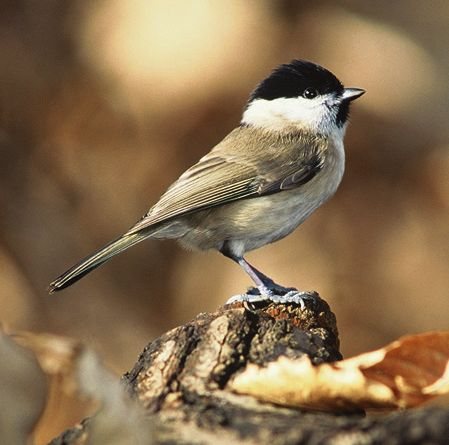
Sumpfmeise (Poecile palustris)

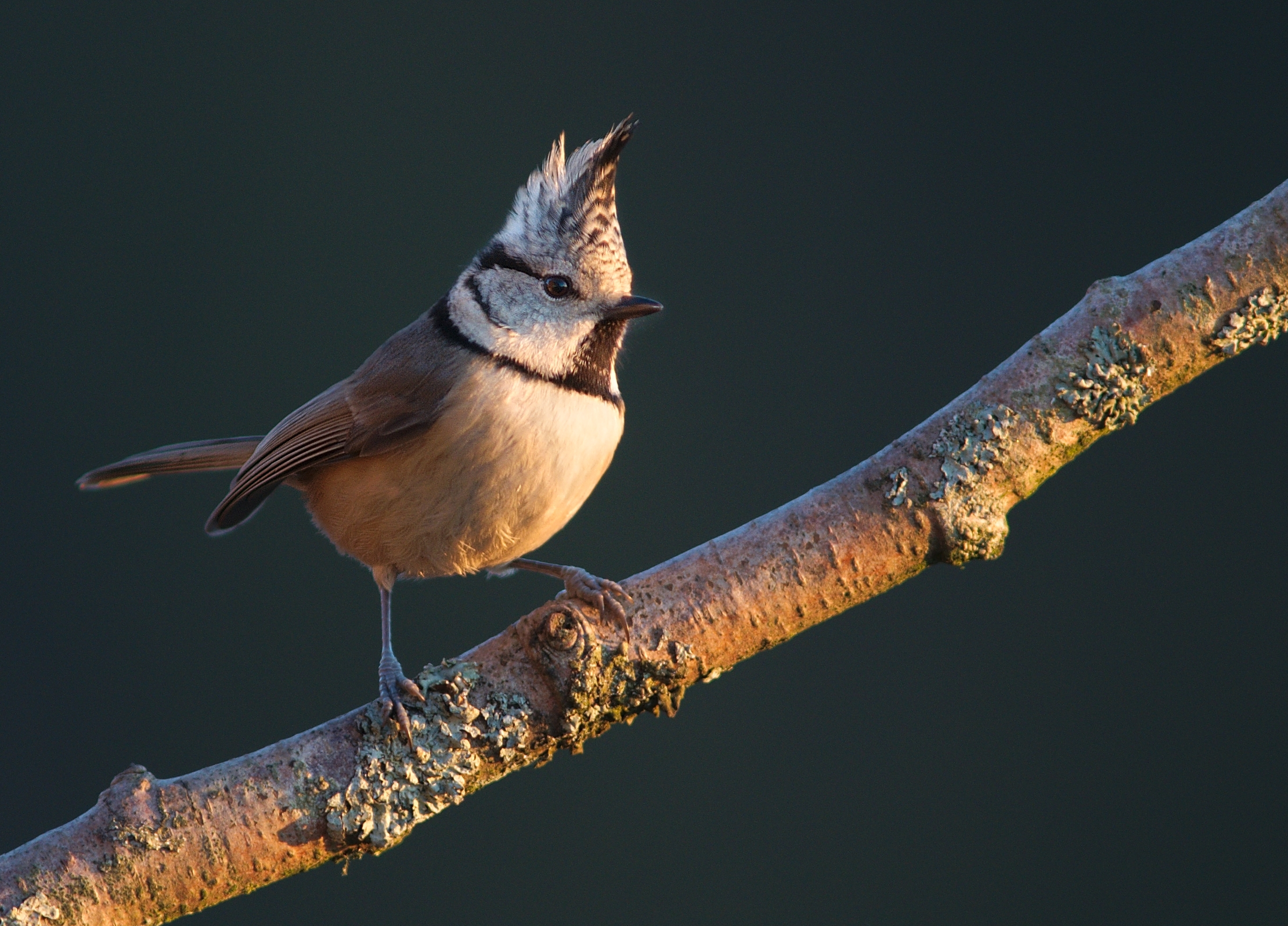
Haubenmeise (Lophophanes cristatus)

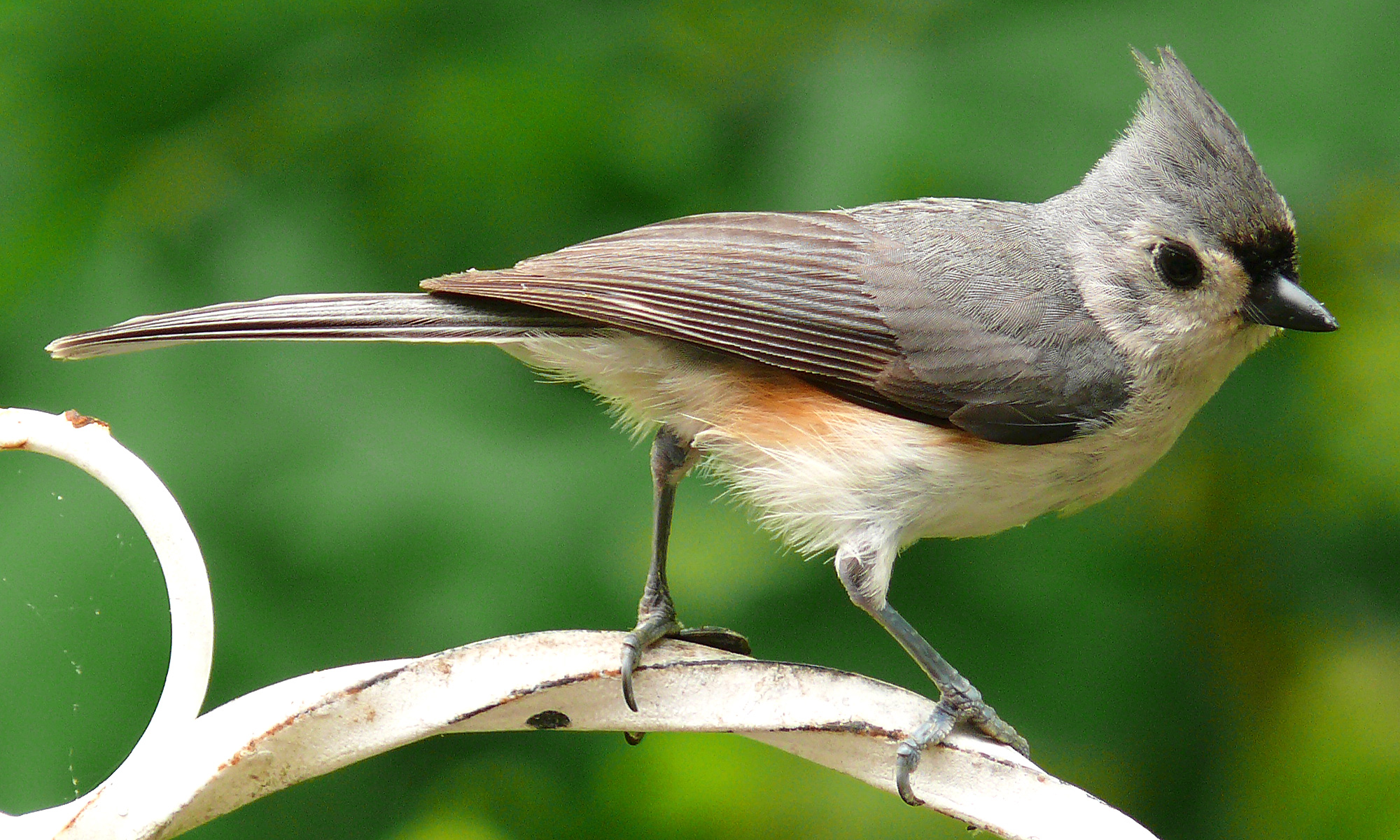
Grauhäubchenmeise (Baeolophus bicolor)

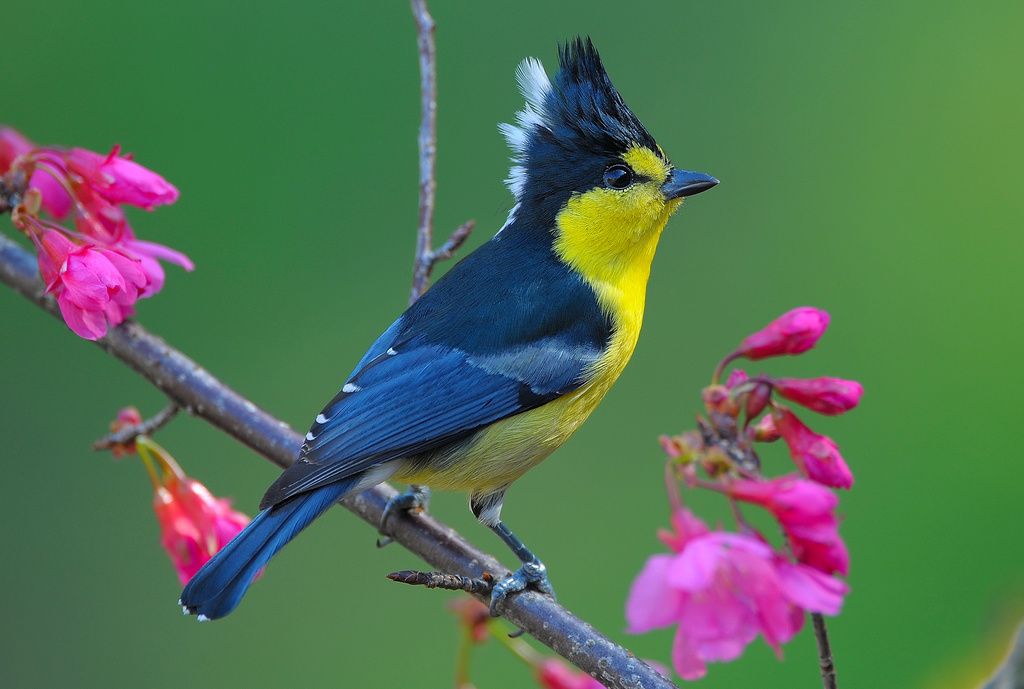
Taiwanmeise (Macholophus holsti)

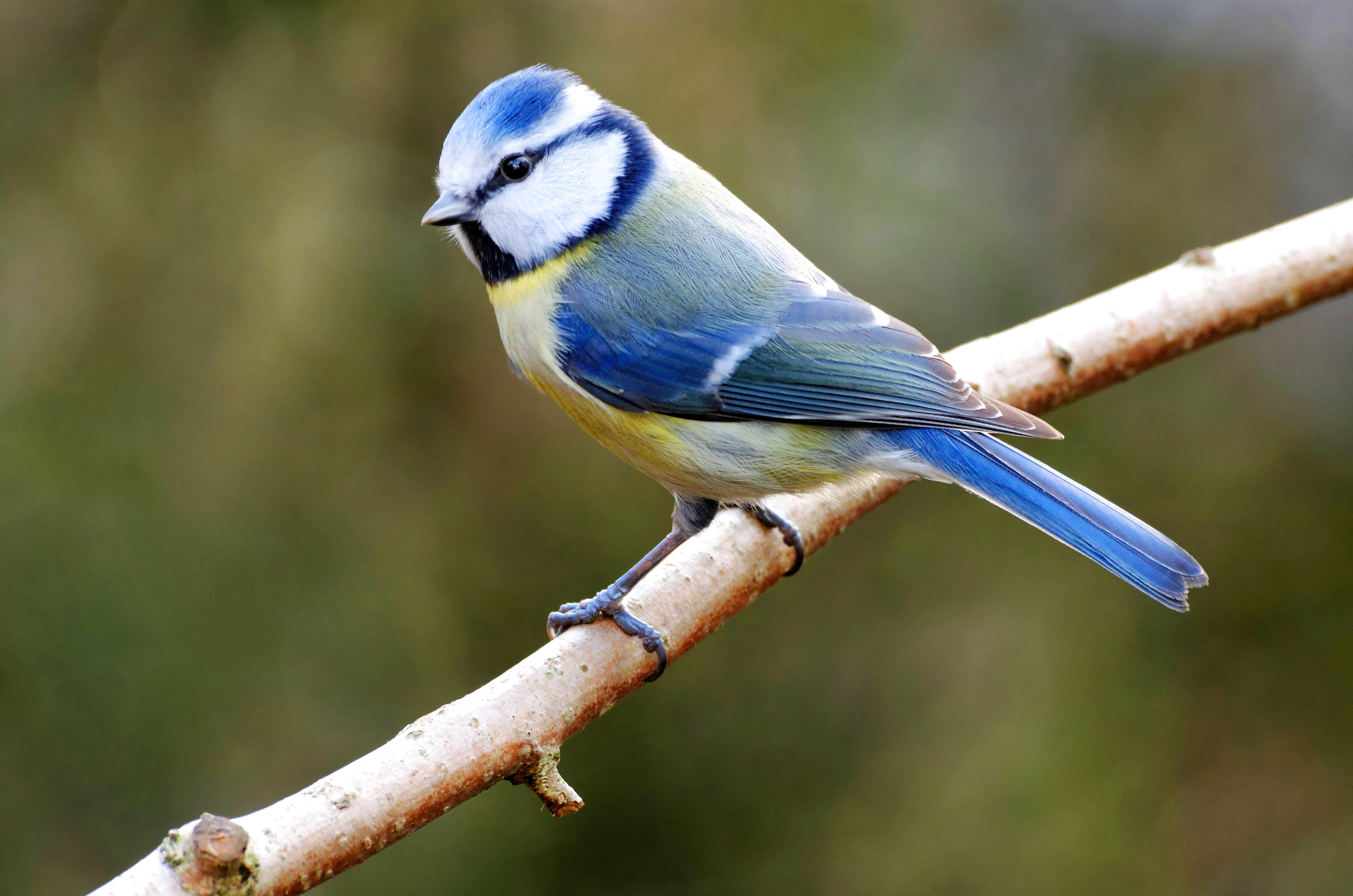
Blaumeise (Cyanistes caeruleus)

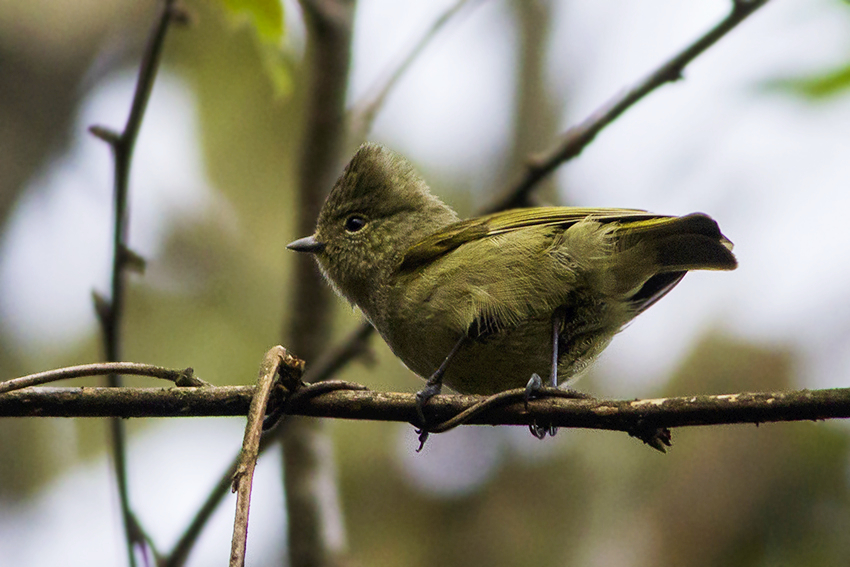
Laubmeise (Sylviparus modestus)

  - Flammenstirnmeise (Cephalopyrus flammiceps)
- Poecile
  - Balkanmeise (Poecile lugubris)
  - Sumpfmeise (Poecile palustris)
  - Kragenmeise (Poecile hypermelaenus)
  - Elbursmeise (Poecile hyrcanus)
  - Weidenmeise, Mönchsmeise (Poecile montanus)
    - Chinesische Weidenmeise (Poecile montana songarus), früher zuweilen als eigene Art geführt

  - Carolinameise (Poecile carolinensis)
  - Schwarzkopfmeise (Poecile atricapillus)
  - Gebirgsmeise (Poecile gambeli)
  - Grauflankenmeise (Poecile sclateri)
  - Weißbrauenmeise (Poecile superciliosus)
  - Rotrückenmeise (Poecile rufescens)
  - Hudsonmeise (Poecile hudsonicus)
  - Lapplandmeise (Poecile cinctus)
  - Davidmeise (Poecile davidi)
  - Sichuanmeise (Poecile weigoldicus)
- Periparus
  - Tannenmeise (Periparus ater)
    - Schwarzschopfmeise (Periparus ater melanolophus), früher zuweilen als eigene Art geführt

  - Fichtenmeise (Periparus rufonuchalis)
  - Rotbrustmeise (Periparus rubidiventris)
- Pardaliparus
  - Schmuckmeise (Pardaliparus venustulus, Syn.: Periparus venustulus)
  - Panthermeise (Pardaliparus elegans, Syn.: Periparus elegans)
  - Kapuzenmeise (Pardaliparus amabilis, Syn.: Periparus amabilis)
- Lophophanes
  - Haubenmeise (Lophophanes cristatus)
  - Grauhaubenmeise, (Lophophanes dichrous)
- Melaniparus
  - Weißschulter-Rußmeise (Melaniparus guineensis, Syn.: Parus guineensis)
  - Weißflügel-Rußmeise (Melaniparus leucomelas, Syn.: Parus leucomelas)
  - Sambesi-Rußmeise (Melaniparus niger)
  - Carprußmeise (Melaniparus carpi)
  - Weißbauch-Rußmeise (Melaniparus albiventris, Syn.: Parus albiventris)
  - Weißmantel-Rußmeise (Melaniparus leuconotus, Syn.: Parus leuconotus)
  - Einfarb-Rußmeise (Melaniparus funereus, Syn.: Parus funereus)
  - Rostbauch-Rußmeise (Melaniparus rufiventris, Syn.: Parus rufiventris)
  - Zimtbauch-Rußmeise (Melaniparus pallidiventris, Syn.: Parus pallidiventris)
  - Rostkehl-Rußmeise (Melaniparus fringillinus, Syn.: Parus fringillinus)
  - Schwarzbrust-Rußmeise (Melaniparus fasciiventer, Syn.: Parus fasciiventer)
  - Somalirußmeise (Melaniparus thruppi, Syn.: Parus thruppi)
  - Miomborußmeise (Melaniparus griseiventris, Syn.: Parus griseiventris)
  - Akazienrußmeise (Melaniparus cinerascens, Syn.: Parus cinerascens)
  - Kaprußmeise (Melaniparus afer, Syn.: Parus afer)
- Parus
  - Kohlmeise (Parus major)
  - Japankohlmeise (Parus minor)
  - Graukohlmeise (Parus cinereus)
  - Bergkohlmeise (Parus monticolus)

- Pseudopodoces
  - Tibetmeise, Höhlenmeise, Hähermeise (Pseudopodoces humilis) – wurde lange Zeit für einen Häher gehalten
- Machlolophus
  - Weißflügelmeise (Machlolophus nuchalis, Syn.: Parus nuchalis)
  - Taiwanmeise (Machlolophus holsti, Syn.: Parus holsti)
  - Himalayakronenmeise (Machlolophus xanthogenys, Syn.: Parus xanthogenys)
  - Indienkronenmeise (Machlolophus aplonotus, Syn.: Parus aplonotus)
  - Königsmeise (Machlolophus spilonotus)
- Cyanistes
  - Blaumeise (Cyanistes caeruleus)
  - Kanarenmeise (Cyanistes teneriffae) – wurde klassisch als konspezifisch, d. h. zur selben Art gehörend, zur Blaumeise angesehen
  - Lasurmeise (Cyanistes cyanus)
  - Gelbbrustmeise (Cyanistes flavipectus) – in der Regel als Unterart der Lasurmeise angesehen
- Sittiparus
  - Weißstirnmeise (Sittiparus semilarvatus, Syn.: Cyanistes semilarvatus)
  - Buntmeise (Sittiparus varius, Syn.: Poecile varius)
  - Izuinseln-Buntmeise (Sittiparus owstoni) – früher als Unterart der Buntmeise gewertet
  - Iriomote-Buntmeise (Sittiparus olivaceus) – früher als Unterart der Buntmeise gewertet
  - Taiwanbuntmeise (Sittiparus castaneoventris) – früher als Unterart der Buntmeise gewertet
- Baeolophus
  - Brillenmeise (Baeolophus wollweberi)
  - Eichenmeise (Baeolophus inornatus)
  - Wacholdermeise (Baeolophus ridgwayi)
  - Grauhäubchenmeise (Baeolophus bicolor)
  - Schwarzhäubchenmeise (Baeolophus atricristatus)
- Sylviparus
  - Laubmeise (Sylviparus modestus)
- Melanochlora
  - Sultansmeise (Melanochlora sultanea)

## Die Meise in der bildenden Kunst
In der Malerei der Renaissance symbolisieren Meisen – wie alle Singvögel – die Seele und den Glaubensgehorsam. Diese Bedeutung wandelt sich in der Barockzeit, in der sie auch für Liederlichkeit stehen können.